# Interfax-Ucraïna
L''Agència de Notícies Interfax-Ucraïna (ucraïnès: Інтерфакс-Україна) és una agència de notícies ucraïnesa amb seu a Kíev fundada el 1992; l'empresapertany al grup de notícies rus Serveis d'Informació Interfax. L'agència publica les seves notícies en ucraïnès, rus i anglès.
L'empresa compta amb un centre de premsa de 50 places.